# Open Nederlandse kampioenschappen kortebaanzwemmen 2014
De Open Nederlandse kampioenschappen kortebaanzwemmen 2014 werden gehouden van 7 tot en met 9 november 2014 in sportcomplex De Drieburcht in Tilburg. Het toernooi deed tevens dienst als laatste kwalificatiewedstrijd voor de wereldkampioenschappen kortebaanzwemmen 2014 in Doha.

## Programma
| S | Series | Goud | Finale |

| Ochtendsessie | 08:30 | Avondsessie | 16:30 |

| Onderdeel         | November | November | November | November | November | November |
| Onderdeel         | 7        | 7        | 8        | 8        | 9        | 9        |
| ----------------- | -------- | -------- | -------- | -------- | -------- | -------- |
| 50m vrije slag    |          |          | S        | Goud     |          |          |
| 100m vrije slag   |          |          |          |          | S        | Goud     |
| 200m vrije slag   | S        | Goud     |          |          |          |          |
| 400m vrije slag   |          |          | S        | Goud     |          |          |
| 800m vrije slag   | Goud     |          |          |          |          |          |
| 1500m vrije slag  |          |          |          |          | Goud     | Goud     |
| 50m rugslag       |          |          |          |          | S        | Goud     |
| 100m rugslag      | S        | Goud     |          |          |          |          |
| 200m rugslag      |          |          | S        | Goud     |          |          |
| 50m schoolslag    |          |          |          |          | S        | Goud     |
| 100m schoolslag   |          |          | S        | Goud     |          |          |
| 200m schoolslag   | S        | Goud     |          |          |          |          |
| 50m vlinderslag   | S        | Goud     |          |          |          |          |
| 100m vlinderslag  |          |          | S        | Goud     |          |          |
| 200m vlinderslag  |          |          |          |          | S        | Goud     |
| 100m wisselslag   |          |          |          |          | S        | Goud     |
| 200m wisselslag   |          |          | S        | Goud     |          |          |
| 400m wisselslag   | S        | Goud     |          |          |          |          |
| 4×100m vrije slag |          |          | Goud     | Goud     |          |          |
| 4×200m vrije slag | Goud     | Goud     |          |          |          |          |
| 4×100m wisselslag |          |          |          |          | Goud     | Goud     |
| Totaal            | 7        | 7        | 7        | 7        | 7        | 7        |

| Onderdeel         | November | November | November | November | November | November |
| Onderdeel         | 7        | 7        | 8        | 8        | 9        | 9        |
| ----------------- | -------- | -------- | -------- | -------- | -------- | -------- |
| 50m vrije slag    |          |          |          |          | S        | Goud     |
| 100m vrije slag   |          |          | S        | Goud     |          |          |
| 200m vrije slag   | S        | Goud     |          |          |          |          |
| 400m vrije slag   |          |          |          |          | S        | Goud     |
| 800m vrije slag   |          |          | Goud     | Goud     |          |          |
| 1500m vrije slag  | Goud     |          |          |          |          |          |
| 50m rugslag       | S        | Goud     |          |          |          |          |
| 100m rugslag      |          |          | S        | Goud     |          |          |
| 200m rugslag      |          |          |          |          | S        | Goud     |
| 50m schoolslag    |          |          | S        | Goud     |          |          |
| 100m schoolslag   |          |          |          |          | S        | Goud     |
| 200m schoolslag   | S        | Goud     |          |          |          |          |
| 50m vlinderslag   |          |          |          |          | S        | Goud     |
| 100m vlinderslag  | S        | Goud     |          |          |          |          |
| 200m vlinderslag  |          |          | S        | Goud     |          |          |
| 100m wisselslag   |          |          |          |          | S        | Goud     |
| 200m wisselslag   |          |          | S        | Goud     |          |          |
| 400m wisselslag   | S        | Goud     |          |          |          |          |
| 4×100m vrije slag |          |          |          |          | Goud     | Goud     |
| 4×200m vrije slag |          |          | Goud     | Goud     |          |          |
| 4×100m wisselslag | Goud     | Goud     |          |          |          |          |
| Totaal            | 7        | 7        | 7        | 7        | 7        | 7        |

## WK-kwalificatie
De technisch directeur van de KNZB, Joop Alberda, stelde onderstaande limieten vast voor deelname aan de wereldkampioenschappen kortebaan van 2014 in Doha, Qater. Vijf zwemsters hebben reeds één of meerdere limieten behaald. Voor estafettes geldt dat de technisch directeur van de KNZB zal beoordelen of een ploeg voldoende niveau heeft voor deelname.

### Limieten

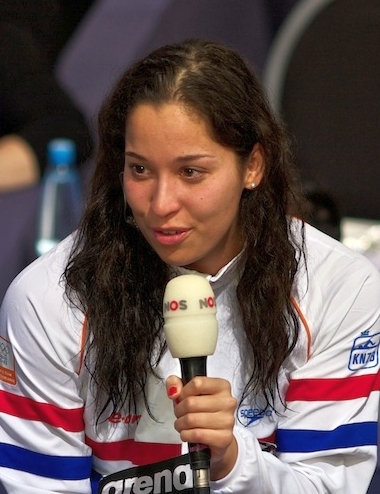
Olympisch- en wereldkampioene langebaan Ranomi Kromowidjojo is al gekwalificeerd.

| Onderdeel        | Mannen   | Vrouwen |
| ---------------- | -------- | ------- |
| 50m vrije slag   | 21,34    | 24,40   |
| 100m vrije slag  | 47,23    | 53,19   |
| 200m vrije slag  | 1.44,10  | 1.55,04 |
| 400m vrije slag  | 3.42,19  | 4.03,22 |
| 800m vrije slag  |          | 8.22,09 |
| 1500m vrije slag | 14.41,10 |         |
| 50m rugslag      | 23,45    | 26,63   |
| 100m rugslag     | 51,33    | 58,32   |
| 200m rugslag     | 1.53,28  | 2.05,69 |
| 50m schoolslag   | 26,47    | 30,11   |
| 100m schoolslag  | 57,87    | 1.05,77 |
| 200m schoolslag  | 2.06,43  | 2.22,20 |
| 50m vlinderslag  | 22,56    | 25,58   |
| 100m vlinderslag | 51,00    | 57,35   |
| 200m vlinderslag | 1.53,47  | 2.07,47 |
| 100m wisselslag  | 52,23    | 58,78   |
| 200m wisselslag  | 1.54,89  | 2.08,93 |
| 400m wisselslag  | 4.06,78  | 4.36,03 |

### Gekwalificeerden
Vrouwen
| Zwemster              | Afstand(en)                                     |
| --------------------- | ----------------------------------------------- |
| Inge Dekker           | 50m en 100m vrije slag, 50m en 100m vlinderslag |
| Femke Heemskerk       | 50m, 100m en 200m vrije slag, 200m wisselslag   |
| Ranomi Kromowidjojo   | 50m en 100m vrije slag                          |
| Moniek Nijhuis        | 50m en 100m schoolslag                          |
| Sharon van Rouwendaal | 400m en 800m vrije slag                         |

### Limieten behaald tijdens de ONK
| Datum      | Naam            | Onderdeel        | Tijd    |
| ---------- | --------------- | ---------------- | ------- |
| 9 november | Femke Heemskerk | 200m rugslag (v) | 2.03,51 |

## Nederlandse records
| Datum      | Onderdeel           | Nieuwe recordhouder | Tijd    | Oude recordhouder | Tijd    | Datum           |
| ---------- | ------------------- | ------------------- | ------- | ----------------- | ------- | --------------- |
| 8 november | 200m wisselslag (v) | Femke Heemskerk     | 2.06,88 | Femke Heemskerk   | 2.07,26 | 19 oktober 2014 |

## Medailles
Legenda
- WR = Wereldrecord
- ER = Europees record
- NR = Nederlands record
- CR = Kampioenschapsrecord

### Mannen
| Onderdeel            | Goud                                                                       | Goud       | Zilver                                                                    | Zilver   | Brons                                                                           | Brons    |
| -------------------- | -------------------------------------------------------------------------- | ---------- | ------------------------------------------------------------------------- | -------- | ------------------------------------------------------------------------------- | -------- |
| Vrije slag           |                                                                            |            |                                                                           |          |                                                                                 |          |
| 50 m                 | Jasper van Mierlo ADN Swimproject                                          | 22,00      | Tom Lommers Nayade                                                        | 22,29    | Jesse Puts KNZB                                                                 | 22,36    |
| 100 m                | Sebastiaan Verschuren KNZB                                                 | 48,22      | Tom Lommers Nayade                                                        | 48,73    | Kyle Stolk KNZB                                                                 | 49,22    |
| 200 m                | Sebastiaan Verschuren KNZB                                                 | 1.45,37    | Kyle Stolk KNZB                                                           | 1.46,50  | Ferry Weertman KNZB                                                             | 1.46,72  |
| 400 m                | Ferry Weertman KNZB                                                        | 3.44,22 CR | Maarten Brzoskowski KNZB                                                  | 3.44,77  | Joost Reijns KNZB                                                               | 3.48,33  |
| 800 m                | Maarten Brzoskowski KNZB                                                   | 7.50,57    | Marcel Schouten KNZB                                                      | 8.10,61  | Andrew Meegan Ierland                                                           | 8.21,25  |
| 1500 m               | Maarten Brzoskowski KNZB                                                   | 14.47,03   | Ferry Weertman KNZB                                                       | 14.49,03 | Andrew Meegan Ierland                                                           | 15.22,87 |
| Rugslag              |                                                                            |            |                                                                           |          |                                                                                 |          |
| 50 m                 | Jesse Puts KNZB                                                            | 24,26      | Bastiaan Lijesen KNZB                                                     | 24,99    | Jurjen Willemsen AZ&PC                                                          | 25,40    |
| 100 m                | Jesse Puts KNZB                                                            | 53,24      | Aziz Nosairi De Fuut                                                      | 54,06    | Laurent Bams KNZB                                                               | 54,89    |
| 200 m                | Marco Uppelschoten De Houtrib                                              | 1.59,70    | Jurjen Willemsen AZ&PC                                                    | 2.00,55  | Sébas van Lith KNZB                                                             | 2.00,65  |
| Schoolslag           |                                                                            |            |                                                                           |          |                                                                                 |          |
| 50 m                 | Timon Evenhuis De Dolfijn                                                  | 26,76 CR   | Bram Dekker KNZB                                                          | 27,83    | Kasper Leeuw AZ&PC                                                              | 28,00    |
| 50 m                 | Timon Evenhuis De Dolfijn                                                  | 26,76 CR   | Bram Dekker KNZB                                                          | 27,83    | Bastiaan Lijesen KNZB                                                           | 28,00    |
| 100 m                | Bram Dekker KNZB                                                           | 1.00,17    | Lucas Greven KNZB                                                         | 1.00,46  | Kasper Leeuw AZ&PC                                                              | 1.01,01  |
| 200 m                | Lucas Greven KNZB                                                          | 2.09,08 CR | Sébas van Lith KNZB                                                       | 2.09,62  | Kasper Leeuw AZ&PC                                                              | 2.13,28  |
| Vlinderslag          |                                                                            |            |                                                                           |          |                                                                                 |          |
| 50 m                 | Tom Lommers Nayade                                                         | 24,19      | Mike Marissen KNZB                                                        | 24,23    | Jesse Puts KNZB                                                                 | 24,36    |
| 100 m                | Mike Marissen KNZB                                                         | 53,66      | Fabian Beimin AZ&PC                                                       | 54,17    | Brendan Hyland Ierland                                                          | 54,46    |
| 200 m                | Brendan Hyland Ierland                                                     | 1.58,36    | Fabian Beimin AZ&PC                                                       | 1.59,24  | Maarten Brzoskowski KNZB                                                        | 2.00,26  |
| Wisselslag           |                                                                            |            |                                                                           |          |                                                                                 |          |
| 100 m                | Kyle Stolk KNZB                                                            | 55,18      | Mike Marissen KNZB                                                        | 55,34    | Lucas Greven KNZB                                                               | 55,49    |
| 200 m                | Mike Marissen KNZB                                                         | 1.59,26    | Kyle Stolk KNZB                                                           | 2.00,07  | Sébas van Lith KNZB                                                             | 2.00,30  |
| 400 m                | Sébas van Lith KNZB                                                        | 4.16,64    | Arjan Knipping PSV                                                        | 4.23,17  | Frank Roovers KNZB                                                              | 4.27,26  |
| Vrije slag estafette |                                                                            |            |                                                                           |          |                                                                                 |          |
| 4×100 m              | Nayade I Arjen van der Meulen Ruud van Bommel Stefan Jacobs Tom Lommers    | 3.21,94    | AZ&PC I Jurjen Willemsen Jordan Kraaijenhof Ben Schwietert Kingue Struijf | 3.22,34  | MNC Dordrecht I Arjan van der Plaat Nick van Ingen Mark Baars Jeroen Baars      | 3.22,64  |
| 4×200 m              | AZ&PC I Ben Schwietert Jordan Kraaijenhof Fabian Beimin Jurjen Willemsen   | 7.27,23    | De Dolfijn I Jens Bakker Jorgos Skotadis Stanley Vleerlaag Ruben Dekker   | 7.37,80  | PSV I Arjan Knipping Jan-Willem van der Graaf Guus van Stiphout Steven Nonnekes | 7.43,09  |
| Wisselslagestafette  |                                                                            |            |                                                                           |          |                                                                                 |          |
| 4×100 m              | De Dolfijn I Ruben Dekker Timon Evenhuis Jens Bakker Sebastiaan Verschuren | 3.36,41    | AZ&PC I Jurjen Willemsen Kasper Leeuw Fabian Beimin Ben Schwietert        | 3.37,91  | MNC Dordrecht I Alwin Hillebrink Mark Baars Jeroen Baars Arjan van der Plaat    | 3.46,38  |

### Vrouwen
| Onderdeel            | Goud                                                                       | Goud           | Zilver                                                               | Zilver   | Brons                                                                          | Brons    |
| -------------------- | -------------------------------------------------------------------------- | -------------- | -------------------------------------------------------------------- | -------- | ------------------------------------------------------------------------------ | -------- |
| Vrije slag           |                                                                            |                |                                                                      |          |                                                                                |          |
| 50 m                 | Inge Dekker KNZB                                                           | 24,29          | Maud van der Meer KNZB                                               | 24,81    | Tamara van Vliet KNZB                                                          | 24,92    |
| 100 m                | Ranomi Kromowidjojo KNZB                                                   | 52,07          | Maud van der Meer KNZB                                               | 53,53    | Esmee Vermeulen KNZB                                                           | 53,94    |
| 200 m                | Femke Heemskerk KNZB                                                       | 1.51,75 CR     | Rieneke Terink PSV                                                   | 1.56,27  | Wendy van der Zanden KNZB                                                      | 1.57,71  |
| 400 m                | Rieneke Terink PSV                                                         | 4.04,07 CR     | Esmee Vermeulen KNZB                                                 | 4.11,50  | Leonie van Noort WVZ                                                           | 4.12,53  |
| 800 m                | Rieneke Terink PSV                                                         | 8.27,99 CR     | Leonie van Noort WVZ                                                 | 8.45,46  | Manon Friskes DWK                                                              | 8.56,71  |
| 1500 m               | Leonie van Noort WVZ                                                       | 16.43,31       | Michee van Rooyen Zuid-Afrika                                        | 16.53,62 | Janina Beckers KNZB                                                            | 17.10,43 |
| Rugslag              |                                                                            |                |                                                                      |          |                                                                                |          |
| 50 m                 | Maaike de Waard KNZB                                                       | 27,15          | Kira Toussaint KNZB                                                  | 27,67    | Tamara van Vliet KNZB                                                          | 28,56    |
| 100 m                | Kira Toussaint KNZB                                                        | 59,23          | Maaike de Waard KNZB                                                 | 59,69    | Robin Neumann KNZB                                                             | 1.01,84  |
| 200 m                | Femke Heemskerk KNZB                                                       | 2.03,51 CR     | Wendy van der Zanden KNZB                                            | 2.08,69  | Robin Neumann KNZB                                                             | 2.11,26  |
| Schoolslag           |                                                                            |                |                                                                      |          |                                                                                |          |
| 50 m                 | Moniek Nijhuis KNZB                                                        | 29,90 CR       | Anouk Elzerman De Dolfijn                                            | 31,34    | Lia Dekker AZ&PC                                                               | 31,58    |
| 100 m                | Moniek Nijhuis KNZB                                                        | 1.04,66 CR     | Anouk Elzerman De Dolfijn                                            | 1.07,35  | Lia Dekker AZ&PC                                                               | 1.07,87  |
| 200 m                | Moniek Nijhuis KNZB                                                        | 2.24,28        | Lia Dekker AZ&PC                                                     | 2.28,23  | Carmen van de Rijt KNZB                                                        | 2.32,81  |
| Vlinderslag          |                                                                            |                |                                                                      |          |                                                                                |          |
| 50 m                 | Inge Dekker KNZB                                                           | 25,27 CR       | Maaike de Waard KNZB                                                 | 26,47    | Elinore de Jong De Otters het Gooi                                             | 26,7     |
| 100 m                | Inge Dekker KNZB                                                           | 56,51 CR       | Elinore de Jong De Otters het Gooi                                   | 58,68    | Chantal Senden GZVN                                                            | 1.00,16  |
| 200 m                | Inge Dekker KNZB                                                           | 2.11,26        | Merle Verkijk SG HGN                                                 | 2.15,23  | Lisa Dreesens PSV                                                              | 2.16,32  |
| Wisselslag           |                                                                            |                |                                                                      |          |                                                                                |          |
| 100 m                | Esmee Bos KNZB                                                             | 1.01,86        | Lona Kroese De Dolfijn                                               | 1.02,35  | Marjolein Delno KNZB                                                           | 1.02,70  |
| 200 m                | Femke Heemskerk KNZB                                                       | 2.06,88 NR, CR | Wendy van der Zanden KNZB                                            | 2.10,39  | Marjolein Delno KNZB                                                           | 2.15,47  |
| 400 m                | Marjolein Delno KNZB                                                       | 4.47,05        | Lisa Dreesens PSV                                                    | 4.48,64  | Tessa Vermeulen KNZB                                                           | 4.52,59  |
| Vrije slag estafette |                                                                            |                |                                                                      |          |                                                                                |          |
| 4×100 m              | De Dolfijn I Robin Neumann Maartje de Wit Lona Kroese Esmee Vermeulen      | 3.40,20        | PSV Lisa Dreesens Bente van Bergen Ally Ponson Nelly Velthuijs       | 3.46,96  | MNC Dordrecht I Milou Julicher Mariska Scheel Kelly Wigleven Pien Schravesande | 3.51,27  |
| 4×200 m              | PSV Nelly Velthuijs Soraya Wasser Marij van der Mast Lisa Dreesens         | 8.25,77        | AZ&PC I Laura Moolenaar Sophie Brouwer Riemke Bosma Milou Schraverus | 8.38,45  | Arethusa I Sanne Nijholt Marlijn Hendriksen Evy Ulijn Anne van de Loo          | 8.44,85  |
| Wisselslagestafette  |                                                                            |                |                                                                      |          |                                                                                |          |
| 4×100 m              | De Dolfijn I Kira Toussaint Anouk Elzerman Parand Zarekiani Maartje de Wit | 4.02,76        | WVZ I Anja van der Hout Nicole Bennis Joëlle Scheps Leonie van Noort | 4.13,80  | AZ&PC I Marlou van der Kulk Lia Dekker Laura Moolenaar Milou Schraverus        | 4.16,32  |